# Lenny Kaye
Lenny Kaye (født 27. december 1946) er en amerikansk guitarist, sangskriver, producer, forfatter og kritiker. Kaye er bedst kendt som for sit mangeårige samarbejde med Patti Smith.
Kaye er født i Manhattan, New York og voksede op i Queens og Brooklyn. Som teenager flyttede han til No. Brunswick, New Jersey. Her dannede han sit første band The Vandals og senere The Zoo, og han indspillede i 1966 protestsangen "Crazy Like A Fox" under navnet Link Cromwell. 
I slutningen af 1960'erne flyttede Kaye tilbage til New York, og i 1971 medvirkede han i en poesioplæsning sammen med Patti Smith. Kaye var allerede en fan af Smith efter at have set hende i et teaterstykke. De to begyndte et samarbejde, og Kaye blev med tiden fast medlem af Smiths band. Han medvirkede på alle Smiths udgivelse i 1970'erne, ligesom han har medvirket ved hovedparten af Smiths senere udgivelser og turneer. Han medvirkede på Smiths 2007 album Twelve og den tilknyttede turné.
Kaye producerede og udvalgte bands og numre til Nuggets i 1972. Han skrev liner notes til udgivelsen med en lille biografi af hvert medvirkende band, og han er her én af de første til at bruge betegnelsen punk rock. Kaye har arbejdet som producer for an lang række kunstnere. Han producerede de to første Suzanne Vega albums, det første Kristin Hersh solo-album, og han har arbejdet med bl.a. Soul Asylum ('Hang Time'), Allen Ginsberg ("Ballad of the Skeletons"), The Weather Prophets ('Mayflower'), James ('Stutter'), og Cindy Lee Berryhill ('Naked Movie Star').
Sideløbende hermed har Kaye arbejdet som forfatter, og har bl.a. udgivet en biografi om Waylon Jennings (Waylon: An Autobiography) og romanen You Call It Madness, som bygger på crooneren Russ Columbos liv i 1930'erne.